# Perto do Senhor
Perto do Senhor é o terceiro álbum de estúdio do cantor e compositor Val Martins, lançado pela gravadora MK Music em 2000. O álbum foi eleito o 76º melhor disco da década de 2000, de acordo com lista publicada pelo Super Gospel.

## Faixas[4]
1. Perto do Senhor - 03:37 (Adson e Gilberto França)
2. Em Todos os Sentidos - 03:37 (Ana Feitosa e Edson Feitosa)
3. Meu Sonho de Amor - 04:43 (Paulinho de Jesus)
4. Refúgio e Abrigo - 04:10 (Val Martins e Paulinho de Jesus)
5. Na Estrada dessa Vida - 04:19 (Rodrigo Bahia e Gilberto França)
6. Pensando em Você - 04:30 (Val Martins e Edson Feitosa)
7. Pai - 04:18 (Val Martins e Paulinho de Jesus)
8. Gratidão - 04:25 (Val Martins e Adhemar de Campos)
9. Perfeito Amor - 04:05 (Val Martins e Paulinho de Jesus)
10. Em Teus Átrios - 04:36 (Rodrigo Bahia)
11. Meu Clamor - 03:37 (Val Martins e Paulinho de Jesus)
12. Nada vai me separar de Ti - 03:48 (Val Martins e Murilo Simonato)
13. É Tempo de Mudar - 04:03 (Val Martins e Paulinho de Jesus)